# Heinrich Brunar
Heinrich Brunar (geboren 5. Oktober 1876 in Wien, Österreich-Ungarn; gestorben 12. Juni 1933 in Karlsbad) war ein tschechoslowakischer Notar, Politiker und Parlamentsabgeordneter.

## Leben
Heinrich Brunar, Sohn eines Rechtsanwalts, studierte Rechtswissenschaften an der Universität Wien. Bis 1905 war er in einer Notariatspraxis in Nikolsburg tätig, 1907 wurde er in Zuckmantel zum Notar ernannt, wo er auch seine Praxis hatte. In Zuckmantel wurde er auch stellvertretender Bürgermeister. Im Ersten Weltkrieg war er als Reserveoffizier an allen Fronten eingesetzt. Nach 1918 ging er in die Politik und gründete die Deutsch-Soziale Volkspartei in der Tschechoslowakei mit. 1920 wurde er erstmals ins tschechoslowakische Parlament gewählt, wo er 1925 Senator der Deutschen Nationalpartei wurde. 1929 verfehlte er den Wiedereinzug ins Parlament.

## Veröffentlichungen
- Die Not der tschechischen Regierungsparteien. In: Neues Grazer Tagblatt, 35. Jg., Nr. 432, 28. August 1925, S. 2f.
- Die politische Situation in der Tschecho-Slowakei. In: Freie Stimmen. Süddeutsch alpenländisches Tagblatt. Deutsche Kärntner Landeszeitung, Jg. 46, 9. September 1926, Nr. 206, S. 1f.
- Täuschungen und Enttäuschungen unter den Sudetendeutschen. In: Villacher Zeitung, Jg. 26, Nr. 38, 9. Mai 1928, S. 1.
- Eine geschichtliche Tatsache der sudetendeutsche Politik. In: Vorarlberger Tagblatt, Jg. 13, Nr. 199, 30. August 1930, S. 4.
- Weltpolitik und sudetendeutsche Frage: Lage, Linie und Taktik. Deutsch-nationaler Zeitungsverlag, Brüx 1930.